# Bessens
Bessens ist eine französische Gemeinde mit 1.470 Einwohnern (Stand: 1. Januar 2022) im Département Tarn-et-Garonne in der Region Okzitanien (vor 2016: Midi-Pyrénées). Sie gehört zum Arrondissement Montauban und ist Teil des Kantons Montech (bis 2015: Kanton Grisolles). Die Einwohner werden Bessinois genannt.

## Geographie
Bessens liegt etwa 16 Kilometer südwestlich von Montauban und etwa 34 Kilometer nordnordwestlich von Toulouse am Canal des Deux Mers. Umgeben wird Bessens von den Nachbargemeinden Monbéqui im Norden und Nordwesten, Montbartier im Norden und Nordosten, Campsas im Osten, Dieupentale im Süden und Südosten sowie Verdun-sur-Garonne im Westen und Südwesten.
Durch die Gemeinde führt die frühere Route nationale 113 (heutige D813).

## Bevölkerungsentwicklung
| Jahr      | 1962 | 1968 | 1975 | 1982 | 1990 | 1999 | 2006  | 2017  |
| --------- | ---- | ---- | ---- | ---- | ---- | ---- | ----- | ----- |
| Einwohner | 479  | 444  | 469  | 558  | 585  | 664  | 1.014 | 1.506 |

## Sehenswürdigkeiten
- Kirche Notre-Dame-de-l'Assomption, im 16. Jahrhundert zerstört und im 17. Jahrhundert wieder aufgebaut

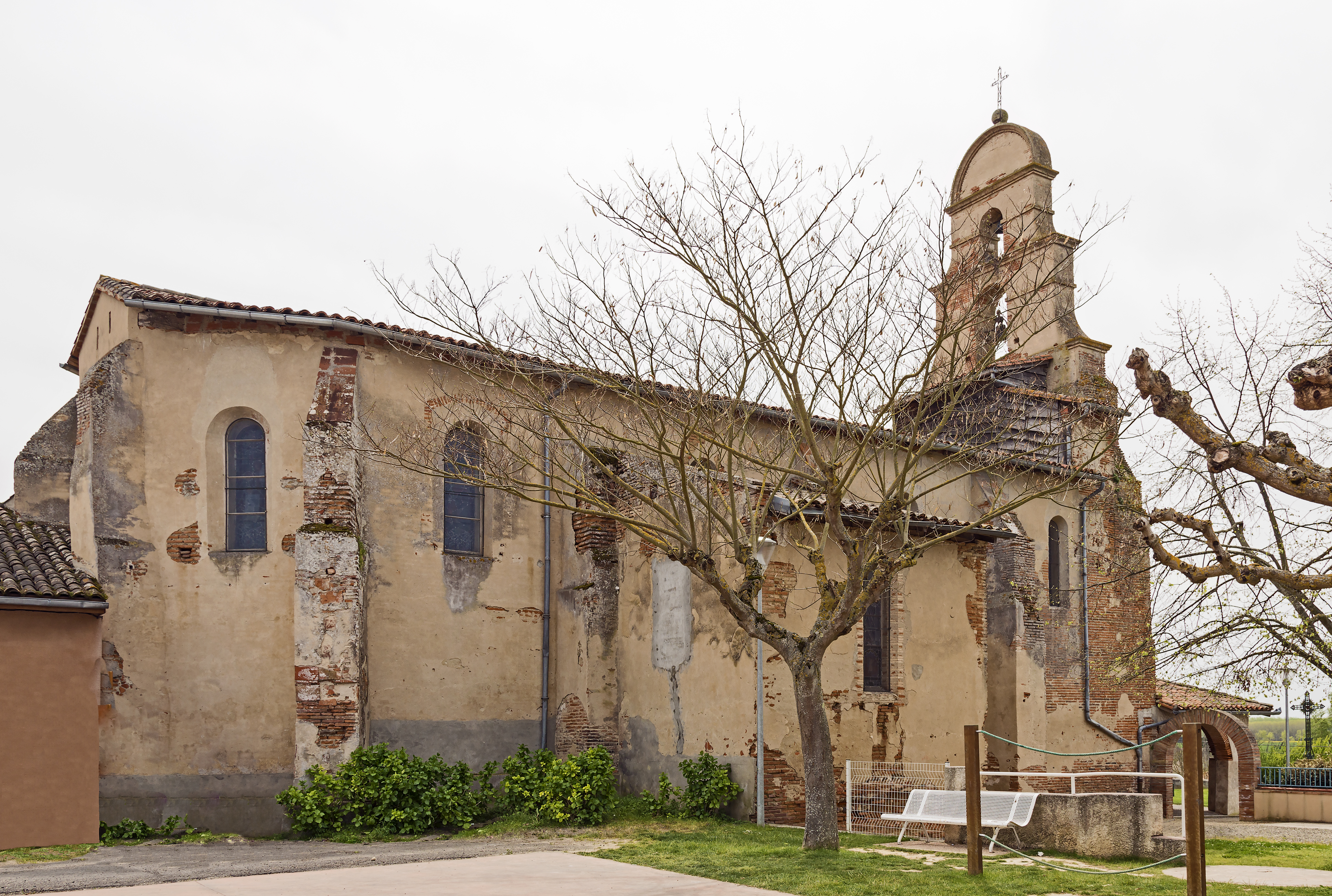
Kirche Notre-Dame-de-l'Assomption

## Persönlichkeiten
- Jean-Jacques Lefranc de Pompignan (1709–1784), Schriftsteller